# Ban Biao
Ban Biao (ur. 3 n.e., zm. 54) – chiński historyk i urzędnik z okresu dynastii Han.
Rozpoczął pisanie dzieła historycznego o nazwie Księga Hanów, w którym opisał dzieje Zachodniej Dynastii Han. Dzieło, stanowiące model dla całej późniejszej tradycyjnej historiografii chińskiej, współtworzył jego syn – Ban Gu, a ukończyła je dopiero jego córka – Ban Zhao.